# Federació de Futbol de l'Àsia Oriental
La Federació de Futbol de l'Àsia Oriental, també coneguda per l'acrònim EAFF (en anglès: East Asian Football Federation), és l'òrgan de govern del futbol de les federacions de l'est d'Àsia de la Confederació Asiàtica de Futbol (AFC). Va ser fundada l'any 2002 per nou federacions de l'AFC i, l'any 2006, s'hi va integrar l'Associació de Futbol de les Illes Mariannes del Nord que pertany a la Confederació de Futbol d'Oceania (OFC).
L'EAFF és una de les cinc zones geogràfiques en què està dividida l'AFC i una de les sis confederacions que integren la Federació Internacional de Futbol Associació (FIFA).
La principal competició que organitza l'EAFF és la EAFF E-1 Football Championship. Va ser creada el 2003 amb el nom de East Asian Football Championship i, des de 2010', és coneguda amb el nom de EAFF East Asian Cup.
L'any 2018, es va crear el AFF–EAFF Champions Trophy, un partit de caràcter bienal organitzat per i l'EAFF i la Federació de Futbol del Sud-est Asiàtic (AFF) a disputar entre els campions de la EAFF E-1 Football Championship i la AFF Championship.
Des de 2005, l'EAFF organitza la versió femenina de la competició anomenada EAFF E-1 Football Championship Women.

## Membres de la EAFF
| Pais                     | Federació                                            |
| ------------------------ | ---------------------------------------------------- |
| Corea del Nord           | Associació de Futbol de Corea del Nord               |
| Corea del Sud            | Associació de Futbol de Corea del Sud                |
| Guam                     | Associació de Futbol de Guam                         |
| Hong Kong                | Associació de Futbol de Hong Kong                    |
| Illes Mariannes del Nord | Associació de Futbol de les Illes Mariannes del Nord |
| Japó                     | Associació Japonesa de Futbol                        |
| Macau                    | Associació de Futbol de Macau                        |
| Mongòlia                 | Associació de Futbol de Mongòlia                     |
| Taiwan                   | Federació de Futbol de Taiwan                        |
| Xina                     | Associació Xinesa de Futbol                          |